# Adam Adami
Adam Adami (Mülheim, 1610 – Hildesheim, 19 febbraio 1663) è stato un vescovo cattolico tedesco.

## Biografia
Monaco benedettino dal 1628 a Brauweiler, rettore del seminario di Colonia dal 1634 e priore nel 1639 a Murrhardt, s'interessò della sorte dei monasteri del Württemberg e della Svevia dal 1643 al 1645 presso la corte di Vienna e, dopo aver partecipato tra il 1645 e il 1646 al congresso di Vestfalia, dal 1649 al 1651 presso la Curia romana. Di ritorno da Roma, nel 1652 venne nominato vescovo ausiliare di Hildesheim dal principe Massimiliano Enrico di Wittelsbach.

## Genealogia episcopale
La genealogia episcopale è:
- Cardinale Bonifazio Caetani
- Cardinale Pier Paolo Crescenzi
- Arcivescovo Malatesta Baglioni
- Cardinale Franz Wilhelm von Wartenberg
- Vescovo Bernhard Frick
- Vescovo Adam Adami, O.S.B.

### Opere
- Arcana pacis Westphalicae